# Descanso ventrosus
Descanso ventrosus là một loài nhện trong họ Salticidae.
Loài này thuộc chi Descanso. Descanso ventrosus được María Elena Galiano miêu tả năm 1986.